# 吉隆桑寄生
吉隆桑寄生（学名：Loranthus lambertianus）为桑寄生科桑寄生属下的一个种。

## 扩展阅读
維基物種上的相關：吉隆桑寄生